# Peperomia tenuilimba
Peperomia tenuilimba är en pepparväxtart som beskrevs av C. Dc.. Peperomia tenuilimba ingår i släktet peperomior, och familjen pepparväxter. Inga underarter finns listade i Catalogue of Life.